# Veliki komet iz leta 891
Véliki komet iz leta 891 (oznaka X/891 J1) je komet, ki so ga kitajski astronomi opazili 12. maja leta 891 .
Nahajal se je v ozvezdju Velikega voza.
Podatki o gibanju kometa so tako nezanesljivi, da ni bilo mogoče določiti njegove tirnice. 
Komet so opazili tudi drugje po svetu (Evropa, Japonska).